# Chasseur d'étoiles
Albums de Soprano
Phœnix
(2018) Freedom
(2024)
Singles
1. Près des étoiles
Sortie : 24 mars 2021
2. Dingue
Sortie : 24 juin 2021
3. NKOTB
Sortie : 21 octobre 2021
4. Forrest
Sortie : 17 novembre 2021
5. Superman n'existe pas (feat. Zamdane)
Sortie : 29 avril 2022
6. Venga Mi (feat. Gradur)
Sortie : 1 juin 2022
7. 3615 Bonheur
Sortie : 21 octobre 2022
8. Money
Sortie : 10 novembre 2022
9. Un peu plus près des stades
Sortie : 2 octobre 2023

Chasseur d'étoiles est le septième album studio du chanteur français Soprano sorti le 3 septembre 2021,.

## Historique
Le 24 mars 2021, il sort Près des étoiles extrait d'un nouvel album.
Le 24 juin, il dévoile Dingue. À la fin du clip, il annonce son nouvel album intitulé Chasseur d'étoiles prévu pour le 3 septembre 2021.
Le 21 octobre 2021, il sort le clip de NKOTB, suivi par Forrest le 17 novembre,, qui eut un grand succès lançant le #ForrestChallenge,.
Le 29 avril 2022, il dévoile un nouveau single nommé Superman n'existe pas avec Zamdane.
Le 5 mai, il annonce 3 titres inédits qui font partie de la Stadium Edition qui est sortie le 3 juin.
Le 1 juin, il dévoile Venga Mi avec Gradur, ainsi que le clip à 12h.
Le dernier titre extrait de la Stadium Edition, s'appelle Soldat de paix et parle du COVID 19, de la guerre entre l'Ukraine et la Russie.
Le 21 octobre 2022, il sort son nouveau titre 3615 Bonheur et son clip, suivi par Money le 10 novembre.
Le 25 novembre 2022, il sort une deuxième réédition de son album, la Multiverse Edition contenant 8 nouveaux titres.
Le 2 octobre 2023, il dévoile le clip de son titre Un peu plus près des stades en annonçant son album live Un peu plus près du Stade de France pour le 3 novembre 2023.

## Clips vidéos
- Près des étoiles, le 24 mars 2021
- Dingue, le 24 juin 2021
- NKOTB, le 21 octobre 2021
- Forrest, le 17 novembre 2021
- Superman n’existe pas (feat. Zamdane), le 29 avril 2022
- Venga Mi (feat. Gradur), le 1er juin 2022
- 3615 Bonheur, 21 octobre 2022
- Un peu plus près des stades, 2 octobre 2023

## Liste des pistes
| 1.  | Intro : Le Frégate                          | Julien Mairesse            | P3GASE, Camille Rossi | 1:09 |
| 2.  | Près des étoiles                            | Soprano                    | Djaresma              | 4:18 |
| 3.  | Dingue                                      | Soprano                    | Djaresma              | 3:26 |
| 4.  | NKOTB                                       | Soprano                    | Djaresma              | 3:49 |
| 5.  | Forrest                                     | Soprano                    | P3GASE                | 2:49 |
| 6.  | Bruce Lee                                   | Soprano                    | Djaresma              | 3:20 |
| 7.  | Bébé Love                                   | Soprano                    | Djaresma              | 3:39 |
| 8.  | La boum                                     | Soprano                    | P3GASE                | 3:59 |
| 9.  | Justine & Abdelkrim                         | Soprano                    | Djaresma              | 3:53 |
| 10. | Racine                                      | Soprano, R.E.D.K.          | P3GASE                | 3:32 |
| 11. | Rappelle-moi                                | Soprano                    | Djaresma              | 4:15 |
| 12. | Mon silence                                 | Soprano, Clément Albertini | P3GASE                | 3:28 |
| 13. | Paranoïa                                    | Soprano                    | Nicolas Romano, Kakou | 3:06 |
| 14. | Le grand bleu (feat. MC Solaar)             | Soprano, MC Solaar         | Djaresma              | 3:55 |
| 15. | Planète Mars 2021 (feat. Jul, SCH & Alonzo) | Soprano, Jul, SCH, Alonzo  | Kakou, Nicolas Romano | 3:59 |
| 16. | Roi lion                                    | Soprano                    | Djaresma              | 3:31 |

| 17. | Amour des miens | Soprano | Djaresma |  |
| 18. | Cher Daniel     | Soprano | Djaresma |  |

### Rééditions
| 1. | Soldat de paix                        | Soprano          | Djaresma       | 3:23 |
| 2. | Superman n'existe pas (feat. Zamdane) | Soprano, Zamdane | Nicolas Romano | 3:38 |
| 3. | Venga Mi (feat. Gradur)               | Soprano, Gradur  | Djaresma       | 2:49 |

| Chasseur d’étoiles : Multiverse Edition | Chasseur d’étoiles : Multiverse Edition     | Chasseur d’étoiles : Multiverse Edition | Chasseur d’étoiles : Multiverse Edition | Chasseur d’étoiles : Multiverse Edition | Chasseur d’étoiles : Multiverse Edition | Chasseur d’étoiles : Multiverse Edition | Chasseur d’étoiles : Multiverse Edition | Chasseur d’étoiles : Multiverse Edition | Chasseur d’étoiles : Multiverse Edition |
| No                                      | Titre                                       | Auteur                                  | Compositeur(s)                          | Durée                                   |                                         |                                         |                                         |                                         |                                         |
| --------------------------------------- | ------------------------------------------- | --------------------------------------- | --------------------------------------- | --------------------------------------- | --------------------------------------- | --------------------------------------- | --------------------------------------- | --------------------------------------- | --------------------------------------- |
| 1.                                      | Un peu plus près des stades                 | Soprano                                 | Koston                                  | 3:40                                    |                                         |                                         |                                         |                                         |                                         |
| 2.                                      | 3615 Bonheur                                | Soprano                                 | Djaresma                                | 3:34                                    |                                         |                                         |                                         |                                         |                                         |
| 3.                                      | Money                                       | Soprano                                 | Djaresma                                | 3:37                                    |                                         |                                         |                                         |                                         |                                         |
| 4.                                      | Gump (feat. P3GASE)                         | Soprano, P3GASE                         | P3GASE                                  | 3:23                                    |                                         |                                         |                                         |                                         |                                         |
| 5.                                      | Histoire sans fin (feat. Clément Albertini) | Soprano, Clément Albertini              | Djaresma                                | 4:08                                    |                                         |                                         |                                         |                                         |                                         |
| 6.                                      | Et si on faisait                            | Soprano                                 | Djaresma                                | 3:34                                    |                                         |                                         |                                         |                                         |                                         |
| 7.                                      | Ça ne suffira pas                           | Soprano                                 | P3GASE                                  | 2:52                                    |                                         |                                         |                                         |                                         |                                         |
| 8.                                      | Joy Boy - Avant l’infini                    | Soprano                                 | Kakou                                   | 1:46                                    |                                         |                                         |                                         |                                         |                                         |
| 1:32:00                                 |                                             |                                         |                                         |                                         |                                         |                                         |                                         |                                         |                                         |

## Classements et certification

### Classements hebdomadaires
| Classement (2021)            | Meilleure position |
| ---------------------------- | ------------------ |
| France (SNEP)                | 1                  |
| Suisse (Schweizer Hitparade) | 11                 |
| Suisse (Charts Romandie)     | 2                  |
| Belgique (Wallonie Ultratop) | 2                  |

### Certification
| Région        | Certification | Ventes/Streams |
| ------------- | ------------- | -------------- |
| France (SNEP) | 3 × Platine   | 300 000        |